# Manteniment lingüístic
El manteniment lingüístic és la situació en la qual una comunitat lingüística continua utilitzant la seva llengua en un context multilingüe. Aquest fet té una importància especial en les societats modernes, en les quals “el nacionalisme justifica la definició d'un espai comercial com a estat anomenat nacional i el nacionalisme lingüístic tanca el cercle gràcies a la funció simbòlica de la llengua” (Lamuela). Aquesta llengua nacional, és a dir, la llengua oficial de l'estat és la llengua majoritària i dominant per excel·lència.
El manteniment lingüístic té relació amb el concepte de 'comunitat lingüística' entès com un grup de gent que comparteix la mateixa llengua. La comunitat lingüística no és sinònim de nació o estat. Tot i així, el binomi comunitat lingüística i comunitat nacional té una llarga tradició i l'origen en la concepció romàntica que uneix llengua i nació, considerant la llengua l'esperit del poble Per aquest motiu, el manteniment lingüístic manté una estreta relació amb els conceptes de lleialtat lingüística i consciència lingüística també estudiats per  la sociolingüística . Al cap i a la fi, l'adhesió dels membres d'una comunitat a una mateixa llengua és un factor clau d'estabilitat i cohesió social.
Francesc Vallverdú enuncia que una comunitat lingüística en un estadi desenvolupat de manteniment lingüístic manifesta unes certes actituds envers la seva llengua: la lleialtat lingüística (i, per tant, el desig de mantenir la pròpia llengua i defensar-la contra la invasió de la llengua majoritària), i l'orgull de parlar aquesta llengua. A més, es pot afegir, segons Vallverdú, en el cas de llengües codificades com el català, la consciència de norma.

## Antecedents
Els trobem en la sociologia del llenguatge i, de forma més concreta, en la recerca de Joshua A. Fishman i John J. Gumperz. Fishman i Gumperz que es van interessar per contextos multilingües en els quals hi havia comunitats que mantenien la seva llengua i d'altres que no. Aquest tema connecta directament amb els interessos d'autodeterminació i reivindicació cultural i social d'una minoria, com és el cas del català. Els estudis de Fishmann i Gumperz van arribar a la conclusió que per a la supervivència del multilingüisme era necessari tenir els usos lingüístics ben organitzats, és a dir, cada llengua ha de tenir ben repartits els espais socials i les funcions comunicatives. D'aquesta manera, cada llengua disposarà d'uns àmbits d'ús concrets i, en conseqüència, els parlants tindran interioritzades unes normes d'ús concretes.

## El cas del català
Una de les aportacions més interessants de Fishman és l'escala de disrupció intergeneracional, que és la descripció del procés gradual per a la recuperació d'una llengua o, vist a l'inrevés, per a la substitució lingüística. Parteix de la premissa que existeix una llengua X: la pròpia de la comunitat, lingüística minoritzada o subordinada, i una llengua Y: la llengua dominant. El cas del català, en el Principat, estaria en el grau 1: “ús de X en educació, empreses, govern, mitjans de comunicació d'alt nivell”. En l'àmbit de la sociolingüística de la llengua catalana, les aportacions de Fishman han tingut un notable ressò en els estudis de Vicent Aracil, de qui destaquen les definicions pioneres de “conflicte lingüístic” i “normalització lingüística”, així com el desenvolupament d'estudis sociolingüístics sobre els “àmbits d'ús” i les “normes d'ús”, i Rafael Lluís Ninyoles, que ha seguit els ensenyaments d'Aracil i ha estat un gran difusor de las perspectiva sociolingüística a l'estat espanyol.